# 文理学院
文理学院（College of Arts and Sciences）通常是指美式高等教育体制中大学内专注于博雅教育和基础科学的独立机构或单位，也经常包含美术、社会科学和人文学科的课程和师资。

## 区分
- “艺术学院”（college/school of arts）通常指培养视觉或表演艺术的单位或机构
- “博雅学院”（liberal arts college）通常指独立机构
- “（应用）艺术与技术学院/学院”（college/school of (applied) arts and technology）通常指职业教育机构

## 替代名称
文理学院有很多其他名称，其中最常见的包括：Arts and Sciences、Arts and Letters、Letters and Science、Liberal Arts、Liberal Arts and Sciences等。

## 案例
- 哈佛大学文理学院
- 东京大学大学院综合文化研究科·教养学部